# Eduardo Dávila Miura
Eduardo Dávila Miura, né le 5 mars 1974 à Séville (Espagne), est un matador espagnol.

## Présentation
Eduardo Dávila Miura est le neveu du légendaire éleveur de taureaux Eduardo Miura. Les dix années d’alternative de Dávila Miura l’ont vu progressivement gravir tous les échelons de sa profession, tant sur le plan artistique qu’en nombre de corridas combattues. En fin d’année 2006, il a annoncé sa retraite.

### Carrière
- Débuts en public : 4 juin 1995, aux côtés de Paco Cervantes et « El Poli ».
- Alternative : Séville, le 10 avril 1997. Parrain, Emilio Muñoz ; témoin, Víctor Puerto. Taureaux de la ganadería de Jandilla.
- Confirmation d’alternative à Madrid : 6 juin 1999. Parrain, « El Tato » ; témoin, Javier Vázquez. Taureaux de la ganadería de Cuadri.